# インストラクションカード

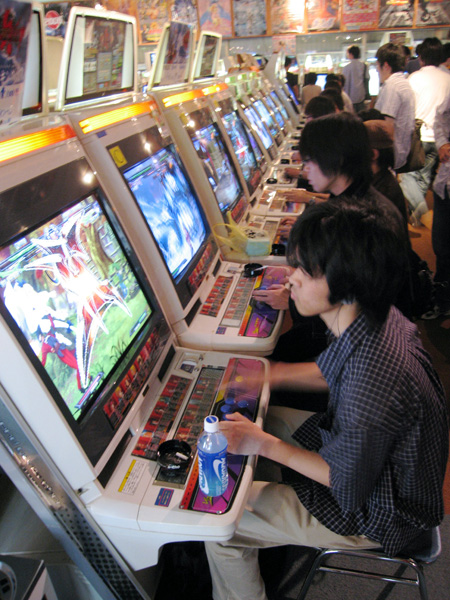
日本のゲームセンター。インストラクションカードが筐体の上部パネル内と、コントロールパネル上部に取り付けられている

インストラクションカード (Instruction card) とは、アーケードゲームにおけるプレイヤー向けの簡易な操作説明書。インストカード、インストとも略称される。
A5サイズ以下の小さいカード状で2枚1組のものが多く見られ、ゲームの目的や基本的な操作方法をイラスト付きで解説したものが一般的である。対戦型格闘ゲームの場合はこれに加え、横長の短冊状の用紙にキャラクター毎の主要な必殺技コマンドを記載したものが付属することがある。特にそれらの短冊は、コマンド表とも呼称される。
テーブル筐体の場合は画面の両脇に、天板の下に挟み込んで掲示する。アップライト筐体の場合は、筐体上部に展示用のプラスチック板を2枚重ねて立て、その間に挟み込んで掲示する。必殺技コマンド解説用の短冊は、画面とコントロールパネルの間に配置されることが多い。

## 歴史
日本においての起源は明確ではないが、その発祥はおよそアーケードゲームの歴史と同じであると推察される。なかでも明確なインストの登場はインベーダーゲーム（『スペースインベーダー』）が契機である。
当時のアーケードゲームは画面上に配置された対象に玉を当てて破壊する、いわゆる「ブロック崩し」形式のゲームが大半だった。そんな中で登場したインベーダーゲームは移動・反撃する敵（標的）が存在するゲームとして、ある種の「異端」であった。そのため、開発者側はプレイヤーに何らかの形で情報を補足する必要性があった。
そこで筐体画面の脇にプレイ方法を記載したのが、明確な意図を持ったインストの起源といえる。
ビデオゲーム創成期の作品の場合、大抵は筐体のモニター枠や操作系統（コントロールパネル）付近にゲームルールの解説を直に印刷してあるケースが多かった。これは当時、基板やROM交換による改造で筐体を別のゲームとして再利用する概念が、まったく無かったためである。
後に日本国内でテーブル筐体の普及で筐体の汎用性が重視され、筐体内のゲームを入れ替えると共に新しいゲームのプレイ方法を容易に差し替えられるよう、紙の媒体（つまりカード）によって供給されることになった。これがインストラクションカードの始まりである。
実際、日本で発売されたアーケードゲームの場合、インベーダーブーム以降の作品は大型筐体を除いて例外無くインストカードが存在しているが、海外ではビデオゲーム創成期から基本的に筐体売りのケースが多いため、ほとんどインストカードが存在しない。
日本製のビデオゲームを海外で販売する際にも現地語に訳されたインストカードを同梱する例がある一方、最低限のゲーム内容をオペレーターに把握できる程度でゲームのチラシを同封し、インストカードを作成しないで海外にリリースする例もある（東亜プランの『ドギューン!!』や『ヴイ・ファイヴ』など）。